# Odalisme
Pour les articles homonymes, voir Odalisme (homonymie).
 (juillet 2023).
Si vous disposez d'ouvrages ou d'articles de référence ou si vous connaissez des sites web de qualité traitant du thème abordé ici, merci de compléter l'article en donnant les références utiles à sa vérifiabilité et en les liant à la section « Notes et références ».

L’odalisme, aussi écrit óðalisme, est une idéologie créée par un mouvement néo-nazi international des années 1990 et du début des années 2000, l’Allgermanische Heidnische Front (litt. « Front pangermanique païen », AHF). Il s'agit d'un néopaganisme teutonique völkisch fondé sur une notion particulière de l'identité culturelle germanique. Il est basé sur l'idée que les traditions ancestrales de la communauté présentent pour chaque individu une valeur supérieure aux cultures extérieures, considérées comme moins authentiques et moins épanouissantes. Le terme odalisme vient de la rune « ōthalan » (signifiant propriété, domaine), dernière lettre de l'ancien alphabet germanique.
L'odalisme est imprégné d'antisémitisme, de xénophobie et de nationalisme
Blut und Boden. Il revendique comme ses précurseurs idéologiques Richard Walther Darré et les écologistes d'extrême-droite allemands comme Herbert Gruhl, August Hausleiter et Rudolf Bahro (en) ; ce dernier est célèbre pour avoir appelé à l'apparition d'un « Adolf vert. » Ces déclarations placent nettement l'AHF dans la mouvance écofasciste.
L'odalisme est basé sur les croyances de la mythologie germanique et d'autres influences d'origines européennes comme la mythologie grecque, la mythologie romaine et la mythologie slave. Toutes les cultures européennes polythéistes prendraient leur source dans une seule et même religion datant de la Préhistoire qui aurait évolué en plusieurs branches selon l'environnement où vivait chaque peuple.